# Indipendentismo taiwanese
L'indipendentismo taiwanese (臺灣獨立T, 台湾独立S, Táiwān dúlìP), o nazionalismo taiwanese, è una corrente sociopolitica i cui obiettivi principali sono l'eliminazione dei legami esistenti tra la Repubblica di Cina (RDC) e la Repubblica Popolare Cinese (RPC) e la creazione di uno Stato indipendente e sovrano sull'isola di Formosa, sotto il nome di Repubblica di Taiwan, al fine di definire l'identità nazionale taiwanese. Questa è una delle opzioni per risolvere la questione dello status politico di Taiwan.
Il termine "indipendenza di Taiwan" può essere ambiguo. Coloro che affermano di essere a favore dell'indipendenza taiwanese, potrebbero voler dire che sostengono la fondazione di una repubblica indipendente di Taiwan o, conformemente alla teoria delle quattro fasi della Repubblica di Cina, affermare che già oggi Taiwan è indipendente dalla Cina continentale, cosa che Pechino contesta.

## Storia del movimento indipendentista

### Origini

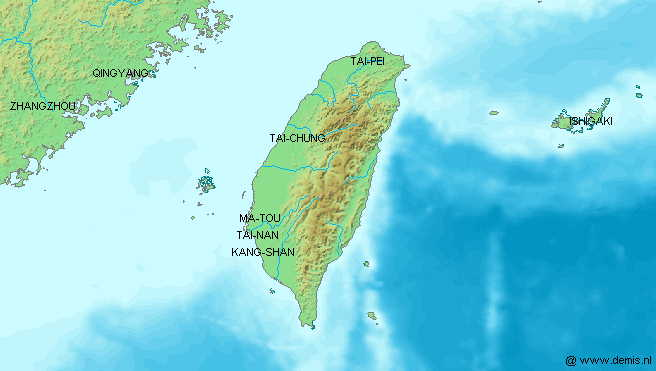
Mappa di Taiwan

Per molti sostenitori dell'indipendenza di Taiwan, la storia di Taiwan, a partire dal XVII secolo, è una lotta continua per l'indipendenza. Infatti, il popolo nativo di Taiwan e coloro che si sono stabiliti lì sono stati successivamente occupati da diversi invasori, tra cui gli olandesi, gli spagnoli, Coxinga e i sostenitori dei Ming, i Qing, i giapponesi e infine i nazionalisti cinesi del Kuomintang.
Tuttavia, da un punto di vista storico, nessuno può confermare quando il concetto di localismo è iniziato. Alcuni sostengono che la prima grande ondata di Han che emigrò dalla Cina continentale a Taiwan, nella metà del XVI secolo, volesse mantenere una certa indipendenza dal controllo della classe dominante nelle loro città natali. Altri affermano che solo quando il Regno di Tungning, con la sua capitale a Tainan, fu costruito dalla famiglia Zheng, nel 1662, apparve questo concetto.
La maggior parte degli studiosi cinesi contemporanei, però, ritiene che le radici del movimento localista siano iniziate durante il dominio giapponese (1895-1945), quando gruppi organizzati iniziarono a fare pressione sul governo imperiale giapponese per un maggiore autogoverno taiwanese. Negli anni '30, Mao Zedong incoraggiò il movimento indipendentista taiwanese nella speranza di indebolire la presa del Giappone sull'isola.

### Regime del Kuomintang
Alla fine della seconda guerra mondiale, nel 1945, gli alleati decisero con l'ordine generale n. 1 di resa giapponese che l'esercito della Repubblica di Cina avrebbe "occupato temporaneamente Taiwan, per conto delle forze alleate". Dopo che il Kuomintang (KMT) prese il controllo di Taiwan, sotto il presidente Chiang Kai-shek, i gruppi autonomisti furono decimati in seguito all'incidente del 28 febbraio 1947. Il KMT, infatti, considerava Taiwan principalmente come una base per riconquistare la Cina continentale e, per questo motivo, cercò rapidamente di sottomettere la potenziale opposizione politica sull'isola.
Il KMT fece poco per promuovere un'unica identità taiwanese; spesso i cinesi di recente immigrazione lavoravano in posizioni amministrative, vivendo in quartieri dove erano segregati dai taiwanesi. Altri, soprattutto i rifugiati più poveri, venivano emarginati dagli hoklo taiwanesi e vivevano tra gli aborigeni. Poiché il taiwanese, o qualsiasi altra lingua diversa dal mandarino, era vietato nei luoghi pubblici, molti abitanti "continentali" parlavano solo mandarino e talvolta la loro lingua di origine (ad es. cantonese, shanghainese, ecc.). Numerosi indipendentisti paragonano il periodo del regime del Kuomintang a Taiwan con quello dell'apartheid in Sudafrica.
La promozione del nazionalismo cinese all'interno dell'isola e il fatto che il gruppo al potere fosse considerato estraneo dalla popolazione locale furono alcune delle ragioni principali per la nascita del movimento indipendentista di Taiwan. Il KMT puntava principalmente a imprigionare l'elite intellettuale e sociale per paura che potesse resistere al suo dominio o simpatizzare per il comunismo. Ad esempio, i membri della Lega Formosana per la Reemancipazione e del World United Formosans for Independence, due gruppi indipendentisti, furono perseguitati ed arrestati agli inizi degli anni '50.
Tra la fine degli anni '50 e l'inizio degli anni '60, il KMT iniziò un periodo di riforma dell'istruzione, tra cui un'abolizione delle restrizioni sull'hokkien nelle scuole e il ripristino della scuola privata, precedentemente soppressa. Tuttavia, queste scuole private erano gestite da lealisti del regime e dipendevano da finanziamenti governativi, il che significava che spesso fornivano lo stesso programma di indottrinamento politico e culturale delle scuole pubbliche. Inoltre, mentre parlare hokkien nelle scuole o nelle basi militari non era più illegale, poche opportunità erano disponibili per il suo uso, poiché il mandarino continuava ad essere la lingua franca approvata dallo Stato.

### Democratizzazione ed epoca moderna
Dopo la morte del presidente Chiang Kai-shek, negli anni '70, ci fu uno spostamento di potere dal KMT ai nativi di Taiwan. Questo, combinato con la liberalizzazione culturale e la crescente lontananza della possibilità di riconquistare la Cina continentale, ha portato ad un movimento culturale e politico a favore di una visione della storia e della cultura centrata su Taiwan, piuttosto che sulla Cina o addirittura, come prima del 1946, sul Giappone. Con la fine della legge marziale nel 1987 e l'introduzione della democrazia negli anni '90, si cominciò a riaffermare l'identità e la cultura taiwanese, cercando di sbarazzarsi di molte influenze cinesi imposte dal Kuomintang. L'attrito tra le comunità "continentali" e "native" a Taiwan diminuì gradualmente a causa di interessi condivisi: crescenti legami economici con la Cina continentale, continue minacce di invasione da parte della RPC e dubbi sul fatto che gli Stati Uniti sostenessero o meno un'eventuale dichiarazione unilaterale di indipendenza.
Nel 1995, il presidente taiwanese Lee Teng-hui ottenne il permesso di parlare alla Cornell University del suo sogno di indipendenza taiwanese, la prima volta che un leader taiwanese era stato autorizzato a visitare gli Stati Uniti. Il localismo fu fortemente sostenuto da Lee Teng-hui. Nel 2000, l'allora presidente ha iniziato a fare dichiarazioni come "la cultura di Taiwan non è un ramo della cultura cinese" e "il dialetto minnan di Taiwan non è un ramo del min-nan del Fujian, ma piuttosto un dialetto di Taiwan". Le stazioni radio e i canali televisivi di Taiwan hanno iniziato ad aumentare la loro programmazione in taiwanese. Questi sforzi sono stati percepiti in Cina come una rottura dei legami tra la cultura di Taiwan e la cultura cinese, minimizzando l'identificazione culturale e storica a lungo termine cinese in quella regione.
Nell'ottobre 2003, il presidente Chen Shui-bian ha annunciato che il governo avrebbe promulgato una nuova costituzione adatta al popolo taiwanese, che avrebbe trasformato Taiwan in un "paese normale". Nello spiegare cosa fosse un paese normale nel contesto della desinizzazione, Chen Shui-Bian ha dichiarato:
Tra il 2002 e il 2007, il governo ha preso provvedimenti per rivedere i termini "Cina", "Repubblica di Cina", "Taipei" e altri che conferiscono un'associazione con la cultura cinese. Nel 2002, la "Campagna per la rettifica del nome" ha compiuto progressi significativi nel sostituire tali termini con "Taiwan" sui documenti ufficiali, nei nomi delle organizzazioni, aziende e imprese pubbliche sull'isola, e nei nomi delle imprese all'estero. Nel 2003, il Ministero degli Esteri della RDC ha emesso un nuovo passaporto con la parola "Taiwan" stampata in inglese sulla sua copertina. Inoltre, nel gennaio 2005, Taiwan ha adottato un formato di scrittura occidentalizzato per i documenti del governo. Nel febbraio 2007, il termine "Cina" fu sostituito dal termine "Taiwan" sui francobolli, in coincidenza con il 60º anniversario dell'incidente del 28 febbraio 1947.
Nelle elezioni generali del 2008, la vittoria di Ma Ying-jeou ha riportato il Kuomintang al potere a Taiwan. L'approccio di Ma con la RPC è stato descritto dai media come vistosamente evasivo verso negoziati politici atti all'unificazione; Ma ha sempre precluso qualsiasi discussione sull'unificazione durante il suo mandato tramite la politica dei "tre no" (nessuna unificazione, nessuna indipendenza e nessun uso della forza).
Nelle elezioni generali del 2016, Il Partito Democratico Progressista, guidato da Tsai Ing-wen, ha ottenuto una vittoria schiacciante sul Kuomintang. La sua amministrazione ha espresso l'intenzione di mantenere l'attuale status politico di Taiwan, rifiutando di riconoscere ufficialmente il consenso del 1992 e la politica di una sola Cina.
Nel 2018, alcuni partiti politici ed organizzazioni pro-indipendenza hanno formato un'alleanza. L'Alleanza Formosa è stata fondata il 7 aprile 2018, in seguito al senso di crisi di fronte alle crescenti pressioni cinesi per l'unificazione. L'alleanza voleva tenere un referendum sull'indipendenza di Taiwan nell'aprile 2019, cambiare il nome dell'isola da "Repubblica di Cina" a "Taiwan", e richiedere l'adesione alle Nazioni Unite.

## Supporto e opposizione
A livello nazionale, la questione dell'indipendenza ha dominato la politica taiwanese negli ultimi decenni. La creazione di uno stato taiwanese è stato formalmente un importante obiettivo dell'ex presidente Lee Teng-hui. Sebbene anche il Partito Progressista Democratico fosse in origine un sostenitore sia dell'idea di uno Stato taiwanese che dell'indipendenza di Taiwan, ora assume una posizione intermedia, riconoscendo una Taiwan sovrana e indipendente, ma ancora radicata alla "Repubblica di Cina" e i suoi simboli.
Il Kuomintang, al contrario, ha storicamente sostenuto l'unificazione di un'unica Cina, portando avanti una politica di rafforzamento dell'identità cinese. Tuttavia, al giorno d'oggi, anche il KMT ha moderato il suo atteggiamento, difendendo lo status quo attuale. Dal 2008, il KMT appoggia la politica dei "tre no", introdotta da Ma Ying-jeou, ovvero no all'unificazione, no all'indipendenza e no all'uso della forza.
A partire dal 2000, il PPD si è impegnato nel prendere le distanze dalla Cina e nel ridurre il peso della passata cinesizzazione, intraprendendo riforme riguardanti la rimozione dell'influenza cinese dagli elementi all'interno del controllo di Taiwan. Tali cambiamenti avevano diversi obiettivi, quali: (1) la graduale rimozione del nome di "Cina" da voci ufficiali e non ufficiali a Taiwan, (2) cambiamenti nei libri di storia, ritraendo Taiwan come un'entità centrale, (3) la promozione nell'uso della lingua hokkien nel governo e nel sistema educativo, (4) la riduzione dei legami economici con la Cina continentale e (5) la promozione del pensiero generale che Taiwan è un'entità separata.
In risposta, la coalizione pan-azzurra ha definito il PPD come "radicali intenti ad attuare una decinesizzazione rivoluzionaria, che toglierebbe diritti a vari gruppi etnici all'interno di Taiwan, i quali hanno un'affinità per la Cina e la cultura cinese".
L'attuale amministrazione di Tsai Ing-wen sostiene che Taiwan è già un paese indipendente, in quanto Repubblica di Cina (RDC) e quindi non serve alcun tipo di indipendenza formale. Questa decisione del PPD è stata determinata dall'inasprimento delle rivendicazioni della Repubblica Popolare Cinese sulla sua sovranità a Taiwan e dalle sue ripetute minacce di intervento militare; una dichiarazione formale di indipendenza potrebbe portare a uno scontro armato tra l'Esercito della Repubblica di Cina e l'Esercito Popolare di Liberazione cinese, con un serio rischio di escalation e di coinvolgimento di altri paesi, come gli Stati Uniti e il Giappone.

## Opinione pubblica
██ Supporta l'indipendenza ufficiale di Taiwan (54%)
██ Supporta il mantenimento dello status quo (23,4%)
██ Supporta l'unificazione con la Cina (12,5%)
██ Senza opinione (10%)
Diversi sondaggi hanno indicato un aumento del sostegno all'indipendenza di Taiwan a partire dal 1990. Il NCCU Taiwan Independence vs. Unification with the Mainland Survey ha mostrato un costante aumento degli intervistati che scelgono di "mantenere lo status quo e muoversi verso l'indipendenza in futuro" da quando è stato condotto per la prima volta nel 1994. Tuttavia, l'opzione "mantenere lo status quo indefinitamente" ha avuto un aumento simile nello stesso periodo e l'opzione più popolare è stata "mantenere lo status quo e decidere in futuro tra indipendenza o unificazione" per ogni anno, tra il 1994 e il 2022. L'opzione "indipendenza il prima possibile" non è mai andata al di sopra del 10% nello stesso periodo di tempo. L'opzione "unificazione il prima possibile" è stata più impopolare, non andando mai oltre il 4,5%.
In un sondaggio condotto dal Consiglio degli Affari Continentali nel 2019, il 27,7% degli intervistati ha sostenuto l'indipendenza di Taiwan: il 21,7% ha detto che lo status quo deve essere mantenuto per ora, ma che Taiwan dovrebbe diventare indipendente in futuro, mentre il 6% ha detto che l'indipendenza deve essere dichiarata il prima possibile. Il 31% degli intervistati ha sostenuto la situazione attuale così com'è, e il 10,3% ha accettato l'unificazione con la parte continentale, con l'1,4% dicendo che dovrebbe accadere il prima possibile.
In un sondaggio della Taiwanese Public Opinion Foundation condotto nel giugno 2020, il 54% degli intervistati ha sostenuto l'indipendenza de iure di Taiwan, il 23,4% ha preferito mantenere lo status quo, il 12,5% ha favorito l'unificazione con la Cina e il 10% non ha avuto alcuna opinione particolare sulla questione. Ciò ha rappresentato il più alto livello di sostegno all'indipendenza di Taiwan da quando l'indagine è stata condotta per la prima volta nel 1991.
Un successivo sondaggio TPOF nel 2022 ha mostrato risultati simili.